# Haematopota sobrina
Haematopota sobrina är en tvåvingeart som först beskrevs av Krober 1922.  Haematopota sobrina ingår i släktet Haematopota och familjen bromsar.
Artens utbredningsområde är Turkiet. Inga underarter finns listade i Catalogue of Life.